# Filmåret 1967

## Academy Awards/Oscari urval (komplett lista)
| Kategori                   | Vinnare                                                |
| -------------------------- | ------------------------------------------------------ |
| Bästa film:                | I nattens hetta                                        |
| Bästa regi:                | Mike Nichols (Mandomsprovet)                           |
| Bästa manliga huvudroll:   | Rod Steiger (I nattens hetta)                          |
| Bästa kvinnliga huvudroll: | Katharine Hepburn (Gissa vem som kommer på middag)     |
| Bästa manliga biroll:      | George Kennedy (Rebell i bojor)                        |
| Bästa kvinnliga biroll:    | Estelle Parsons (Bonnie och Clyde)                     |
| Bästa utländska film:      | Låt tågen gå (Ostre sledované vlaky) (Tjeckoslovakien) |

## Årets filmer

### A - G
- Barbarella
- Belle de jour - dagfjärilen
- Bonnie och Clyde
- De äventyrslystna
- Djungelboken
- Dr. Dolittle
- Elvira Madigan
- En sån strålande dag
- Fjärran från vimlets yra
- Flickorna i Rochefort
- Främlingen

### H - N
- h.c. artmann (H. C. Artmann) av Ferry Radax
- Hugo och Josefin[1]
- Hurry Sundown
- Jag är nyfiken - gul
- Kinesiskan
- Konec srpna v hotelu Ozón
- Kärlek 1-1000
- Luftskeppet
- Mahlzeiten
- Man lever bara två gånger
- Mandomsprovet
- Marketa Lazarová
- Människor möts och ljuv musik uppstår i hjärtat
- Mördaren – en helt vanlig person
- Nattens ögon

### O - U
- Ordination: Mord
- Playtime
- Privilege – idol och rebell
- Puss & kram
- Resan
- Roseanna
- Ryck mej i svansen, älskling!
- Röda och vita
- Samlerskan
- Skrållan, Ruskprick och Knorrhane
- Stackers flicka
- Stimulantia
- Tolv fördömda män
- Tvärbalk
- Under ditt parasoll
- Uppror
- Utflykt i det röda

### V - Ö
- Vampyrernas natt
- Vij eller Prästseminariets likvaka
- Åsa-Nisse i agentform[2]

## Födda
- 7 januari – Jacob Ericksson, svensk skådespelare.
- 10 januari – Magnus Krepper, svensk skådespelare, dansare och sångare.
- 14 januari – Emily Watson, brittisk skådespelare.
- 20 januari – Katarina Andersson, svensk skådespelare och operasångare (sopran).
- 22 januari – Åsa Johannisson, svensk skådespelare, koreograf, regiassistent och sångerska.
- 8 februari
  - Eric Donell, svensk skådespelare, regissör, manusförfattare och producent.
  - Felix Herngren, svensk skådespelare och regissör.
- 11 februari – Karl Dyall, svensk dansare, koreograf, sångare och skådespelare.
- 19 februari – Benicio del Toro, puertoricansk skådespelare.
- 20 februari
  - Laura Dern, amerikansk skådespelare.
  - Lili Taylor, amerikansk skådespelare.
- 1 mars – Niclas Abrahamsson, svensk regissör, skådespelare och vissångare.
- 2 mars – Kjell Wilhelmsen, svensk skådespelare.
- 16 mars – Lauren Graham, amerikansk skådespelare.
- 25 mars – Sophie Tolstoy, svensk skådespelare och teaterregissör.
- 31 mars – Daniel Fridell, svensk regissör, manusförfattare och producent.
- 3 april – Malena Engström, svensk skådespelare.
- 16 april – Maria Bello, amerikansk skådespelare.
- 22 april – Sheryl Lee, amerikansk skådespelare.
- 23 april – Melina Kanakaredes, amerikansk skådespelare.
- 30 april – Philip Kirkorov, rysk sångare, skådespelare, musikalartist och tv-personlighet.
- 5 maj – Camilla Lundén, svensk skådespelare.
- 17 maj – Cameron Bancroft, kanadensisk skådespelare.
- 6 juni – Paul Giamatti, amerikansk skådespelare.
- 10 juni – Peder Ernerot, svensk sångtextförfattare, kompositör, manusförfattare och musiker.
- 20 juni – Nicole Kidman, australiensisk-amerikansk skådespelare.
- 24 juni – Jonas Inde, svensk skådespelare och manusförfattare.
- 28 juni – Gil Bellows, kanadensisk skådespelare.
- 1 juli – Pamela Anderson, amerikansk skådespelare.
- 16 juli – Will Ferrell, amerikansk skådespelare.
- 17 juli – Regina Lund, svensk skådespelare.
- 18 juli – Vin Diesel, amerikansk skådespelare, regissör och filmproducent.
- 19 juli – Yaël Abecassis, israelisk skådespelare.
- 20 juli – Reed Diamond, amerikansk skådespelare.
- 23 juli – Philip Seymour Hoffman, amerikansk skådespelare.
- 25 juli – Matt LeBlanc, amerikansk skådespelare.
- 26 juli – Jason Statham, brittisk skådespelare
- 4 augusti – Simon Norrthon, svensk skådespelare.
- 16 augusti – Ulrika Jonsson, brittisk TV-programledare, skådespelare och författare.
- 21 augusti – Carrie-Anne Moss, kanadensisk skådespelare.
- 22 augusti – Adewale Akinnuoye-Agbaje, brittisk skådespelare.
- 25 augusti – Tom Hollander, brittisk skådespelare.
- 30 augusti – Cilla Thorell, svensk skådespelare.
- 11 september – Harry Connick Jr., amerikansk skådespelare.
- 17 september – Anne Louise Hassing, dansk skådespelare.
- 18 september – Tara Fitzgerald, brittisk skådespelare.
- 28 september – Mira Sorvino, amerikansk skådespelare.
- 5 oktober – Guy Pearce, australiensisk skådespelare.
- 7 oktober – Fredrik Egerstrand, svensk skådespelare, regissör och konstnär.
- 17 oktober – René Dif, dansk musiker och skådespelare.
- 21 oktober – Fridtjof Mjøen, norsk skådespelare.
- 28 oktober – Julia Roberts , amerikansk skådespelare.
- 8 november – Courtney Thorne-Smith, amerikansk skådespelare.
- 13 november – Steve Zahn, amerikansk skådespelare.
- 22 november – Mark Ruffalo, amerikansk skådespelare.
- 28 november – Anna Nicole Smith, amerikansk modell, skådespelare och författare.
- 30 november – Åsa Forsblad, svensk skådespelare.
- 4 december – Paula Nielsen, svensk skådespelare och dansare.
- 7 december – Ray Jones IV, svensk skådespelare.
- 13 december – Jamie Foxx, amerikansk skådespelare och sångare.
- 16 december – Miranda Otto, australiensisk skådespelare.
- 24 december – Pernilla Wahlgren, svensk skådespelare och artist.

## Avlidna
- 3 januari – Erik Rosén, svensk skådespelare och textförfattare.
- 7 januari – Albin Erlandzon, svensk skådespelare.
- 8 januari
  - Kolbjörn Knudsen, svensk skådespelare.
  - Zbigniew Cybulski, polsk skådespelare
- 21 januari – Ann Sheridan, amerikansk skådespelare.
- 24 februari – Franz Waxman, tysk-amerikansk kompositör av filmmusik.
- 2 mars – Sven Björkman, svensk skådespelare, författare, kåsör, manusförfattare, kompositör och sångtextförfattare.
- 4 mars – Mauritz Strömbom, svensk skådespelare.
- 15 mars – Curt Löwgren, svensk skådespelare.
- 25 mars – Dagmar Bentzen, svensk skådespelare.
- 26 mars – Åke Hylén, svensk skådespelare och stillbildsfotograf.
- 25 april – Walter Lindström, svensk skådespelare.
- 25 maj – Lennart Wallén, svensk filmklippare och regissör.
- 29 maj – Åke Claesson, svensk skådespelare och sångare.
- 30 maj – Tekla Sjöblom, svensk skådespelare.
- 10 juni
  - Gösta Sjöberg, svensk journalist, tidningsman, författare och manusförfattare.
  - Spencer Tracy, amerikansk skådespelare.
- 24 juni – Signe Lundberg-Settergren, svensk skådespelare.
- 26 juni – Françoise Dorléac, fransk skådespelare.
- 29 juni – Jayne Mansfield, amerikansk skådespelare.
- 7 juli – Vivien Leigh, brittisk skådespelare.
- 24 juli – Constance Bennett, amerikansk skådespelare.
- 6 augusti – Maj Törnblad, svensk skådespelare.
- 21 augusti – Sven Bertil Norberg, svensk skådespelare.
- 25 augusti – Paul Muni, amerikansk skådespelare.
- 5 september
  - Tor Borong, svensk skådespelare och inspicient.
  - Alfred Maurstad, norsk skådespelare och regissör.
- 15 oktober – Carl Apoloff, svensk skådespelare.
- 9 november – Charles Bickford, amerikansk skådespelare.

### Fotnoter
1. ↑  Hundra år i Sverige – 1967, Hans Dahlberg, Albert Bonniers, 1999
2. ↑  IMDB, läst 1 mars 2012